# اوکسانا لیوبتسوا
اوکسانا لیوبتسوا (اوکراینی: Оксана Любцова؛ زادهٔ ۱۳ سپتامبر ۱۹۸۵) تنیس‌باز اهل اوکراین است.